# Двусвязный граф
В теории графов двусвязный граф — это связный и  неделимый граф, в том смысле, что удаление любой вершины  не приведёт к потере связности. Теорема Уитни утверждает, в частности, что граф двусвязен тогда и только тогда, когда между любыми двумя его вершинами есть минимум два непересекающихся пути. Таким образом, двусвязный граф не имеет шарниров. 
Это свойство особенно полезно при рассмотрении графов с двойным резервированием, чтобы избежать разрыва при удалении единственного ребра.
Использование двусвязных графов очень важно в области сетей (смотри транспортные сети) ввиду их свойств резервирования.

## Определение
Двусвязный неориентированный граф — это связный граф, не распадающийся на части при удалении любой вершины (и всех инцидентных ей рёбер).
Двусвязный ориентированный граф — это такой граф, что для любых двух вершин v и w имеется два ориентированных пути из v в w, не имеющих общих вершин кроме v и w.
| Число вершин | Число вариантов                     |
| ------------ | ----------------------------------- |
| 1            | 0                                   |
| 2            | 1                                   |
| 3            | 1                                   |
| 4            | 3                                   |
| 5            | 10                                  |
| 6            | 56                                  |
| 7            | 468                                 |
| 8            | 7123                                |
| 9            | 194066                              |
| 10           | 9743542                             |
| 11           | 900969091                           |
| 12           | 153620333545                        |
| 13           | 48432939150704                      |
| 14           | 28361824488394169                   |
| 15           | 30995890806033380784                |
| 16           | 63501635429109597504951             |
| 17           | 244852079292073376010411280         |
| 18           | 1783160594069429925952824734641     |
| 19           | 24603887051350945867492816663958981 |

## Внешние ссылки
- The tree of the biconnected components Java implementation in the jBPT library (see BCTree class).